# 愛媛大学農学部附属農業高等学校
愛媛大学農学部附属農業高等学校（えひめだいがくのうがくぶ ふぞくのうぎょうこうとうがっこう）とは、愛媛県松山市樽味に設置されていた高等学校。2010年3月、第59期生の卒業を以って廃校となった。

## 概要
1900年（明治33年）に愛媛県が設置する農学校「愛媛県農業学校」として設置された。1956年（昭和31年）に国立学校として移管され、愛媛大学農学部附属農業高等学校となる。
愛媛県最古の農学校としてのフロンティア・スピリット（開拓者精神）を受け継いでいる。広大な農地を用いた実践的な教育により、生徒による柑橘類の新品種開発や、ITを駆使した新農法の発明等の実績も残している。
松山市に109年にわたり中等農業教育の風を送り続けたが、研究対象を農学・生命科学に限らず、理学・工学・環境学など理数系全般、また人文系にも拡大したいという国の方針により、2010年3月を以って閉校廃校となる。
卒業生は約5,600名。

### 組織
愛媛大学農学部の前身も愛媛県農業学校とされているが、愛媛県農業学校そのものは中等学校（現在の中学校・高等学校）であったため、幾多の変遷を経てその歴史を担ってきているのは本校であり、最終的には愛媛大学農学部に附属する農業高校という形態であったものの、愛媛大学農学部は本校が後天的に昇格し国立移管されて誕生したといえる。
同敷地内の愛媛大学附属高等学校とは発展的改組の関係にあるが、附属高校についてはそれ自体が全学の附属機関として新しく創立されたものである。そのため、合同で活動していた行事や部活動関係を除き、授業時数・内容（カリキュラム）、校則、校訓、校章、制服などに一切共通性はない。ただし、スクールカラーの緑色は継承している。

## 廃校反対運動
2007年3月、国立大学法人愛媛大学より「附属学校園の全学附属化方針」が発表され、附属農業高校を5年以内に大学直属の高校にするという方針が県内ニュースで報じられた。この時点では、大学直属化後の学校の方針転換などは明確には公表されていなかった。
愛媛大学本部より、農業高校の発展的改組・新高校の設立方針が突然、正式発表されたことを受け、同年7月、附属農業高校では緊急集会を開き、全校生徒に説明を行った。改組については、「農業高校の良き所は継承し、変えるべきところをよりよい方向に変える」という説明がなされたが、改組案は、農業高校とは一線を画す全く別の学校を設立するというものであった。これについて、一部の教員・在校生を中心に反対運動が起こった。
校内では、在校生・農業系科目の教員を中心に反対活動が活発化し、数千名規模の署名を集め、大学本部に提出された。大学からは、OBへの説明会も開かれ、OBから大学へ改組転換反対意見が多数出されたが大学側は中学生向けの学校説明会等を予定通り行っていた。なお、中学生向け学校説明会には大学の予想を超える異例の人数の参加希望があったため、松山市民会館を借り切って説明会が行われた。
一部の同窓生と農業科の教員を中心とした反対運動も起こり、樽味キャンパス前のバイパス沿いに「107年の歴史を消すな 附属農高の廃校に反対する 樽味から附属農高を消すな 在校生と卒業生の声を聞け」「愛媛大学は附属農高改組で文科省、県教委に虚偽の申請 ユーカリ会（同窓会）は附属農高改組を了承していない！ 農業、農学軽視、大学経営の為の校名変更を即時撤回せよ」などと記した反対看板を掲げた。なお、附属高校第1期生の入学試験競争倍率は4.4倍であった。

## 設置学科
- 全日制
  - 総合学科

## 沿革
- 1900年 - 愛媛県農業学校として設立。
- 1901年 - 愛媛県立農業学校と改称。
- 1918年 - 愛媛県立松山農業学校と改称。
- 1945年 - 愛媛県立農林専門学校（現在の愛媛大学農学部）に昇格 [1]。
- 1948年 - 愛媛県立農林専門学校併設高等学校（新制、定時制）を設置。
- 1949年 - 愛媛県立松山農科大学附属農業高等学校（全日制）となる。
- 1956年 - 国立移管され、愛媛大学農学部附属農業高等学校となる。
- 2008年 - 愛媛大学附属高等学校を併設し、募集停止。
- 2010年 - 第59期生の卒業（3月1日）をもって閉校し、109年の歴史に幕を閉じる。

## 著名な出身者
- 武田大作 - ボート選手。シドニーオリンピック男子軽量級ダブルスカル6位。
- 山口一彦 - ベルグアース創業者・社長、四国経済連合会常任理事。元日本野菜育苗研修会会長。